# أندرو مارتون
أندرو مارتون (بالمجرية: Marton Endre)‏ ـ (ولد في بودابست بالمجر باسم «إندري مارتون» (بالمجرية: Endre Marton) في 26 يناير 1904 وتوفي في سانتا مونيكا بولاية كاليفورنيا الأمريكية في 7 يناير 1992) هو مخرج ومنتج سينمائي أمريكي من أصل مجري. أخرج منفرداً 39 فيلماً وبرنامجاً تلفزيونياً، وعمل مخرجاً مساعداً في 16 فيلماً وبرنامجاً تلفزيونياً. هاجر مع بدايات الحرب العالمية الثانية إلى الولايات المتحدة الأمريكية وعمل خلال حقبتي الأربعينيات والخمسينيات في استوديوهات ميترو غولدوين ماير ثم أسس سنة 1954 شركة إنتاج سينمائي خاصة به.

## أفلامه
أخرج مارتون:
- للسينما البريطانية:
  - الثانية صباحاً (بالإنجليزية: Two O'clock in the Morning)‏ سنة 1929
  - عاصفة فوق التبت (بالإنجليزية: Storm over Tibet)‏ سنة 1951
- للسينما الألمانية:

أفيش فيلم وا إسلاماه، الذي أخرجه مارتون للسينما المصرية سنة 1961.

  - شيطان الهيمالايا" (بالألمانية: Der Demon des Himalaya) سنة 1935
- للسينما الأمريكية:
  - ملابس الذئب (بالإنجليزية: Wolf's Clothing)‏ سنة 1936
  - أطول يوم (بالإنجليزية: The Longest Day)‏ سنة 1962
- أخرج للسينما المجرية فيلماً وحيداً سنة 1935.
- للسينما المصرية:
  - الفيلم التاريخي وا إسلاماه سنة 1961

## وفاته
ظل مارتون يعمل بالسينما حتى منتصف السبعينيات، وتوفي في 7 يناير 1992 متأثراً بالتهاب رئوي حاد.

## وصلات خارجية
- أندرو مارتون على موقع IMDb (الإنجليزية)
- أندرو مارتون على موقع الموسوعة البريطانية (الإنجليزية)
- أندرو مارتون على موقع روتن توميتوز (الإنجليزية)
- أندرو مارتون على موقع ألو سيني (الفرنسية)
- أندرو مارتون على موقع أول موفي (الإنجليزية)
- أندرو مارتون على موقع قاعدة بيانات الأفلام السويدية (السويدية)
- أندرو مارتون على موقع إن إن دي بي (الإنجليزية)
- أندرو مارتون على موقع قاعدة بيانات الفيلم (الإنجليزية)
- أندرو مارتون على موقع كينوبويسك (الروسية)

أندرو مارتون على موقع IMDB